# 트위터 트렌드
트위터에서는 다른 단어, 문구, 주제보다 더 많이 언급되는 단어, 문구, 주제를 '트렌드 주제'(trending topic) 또는 간단히 '트렌드'(trend)라고 한다. 인기 있는 주제는 사용자의 공동 노력을 통해 또는 사람들이 특정 주제에 대해 이야기하도록 유도하는 이벤트를 통해 인기를 얻는다.
인기 있는 주제는 때때로 특정 유명인이나 문화 현상 팬의 공동 노력과 조작의 결과이다. 트위터는 이러한 유형의 조작을 방지하기 위해 과거에 트렌드 알고리즘을 변경했지만 성공은 제한적이었다.

## 영향
영향력이 큰 주제의 예로는 샌디에이고의 산불, 일본의 도호쿠 지방 태평양 해역 지진, 인기 있는 스포츠 행사, 2009년 이란 대통령 선거 시위, 2011년 이집트 혁명 등이 있다.